# Ants Oras

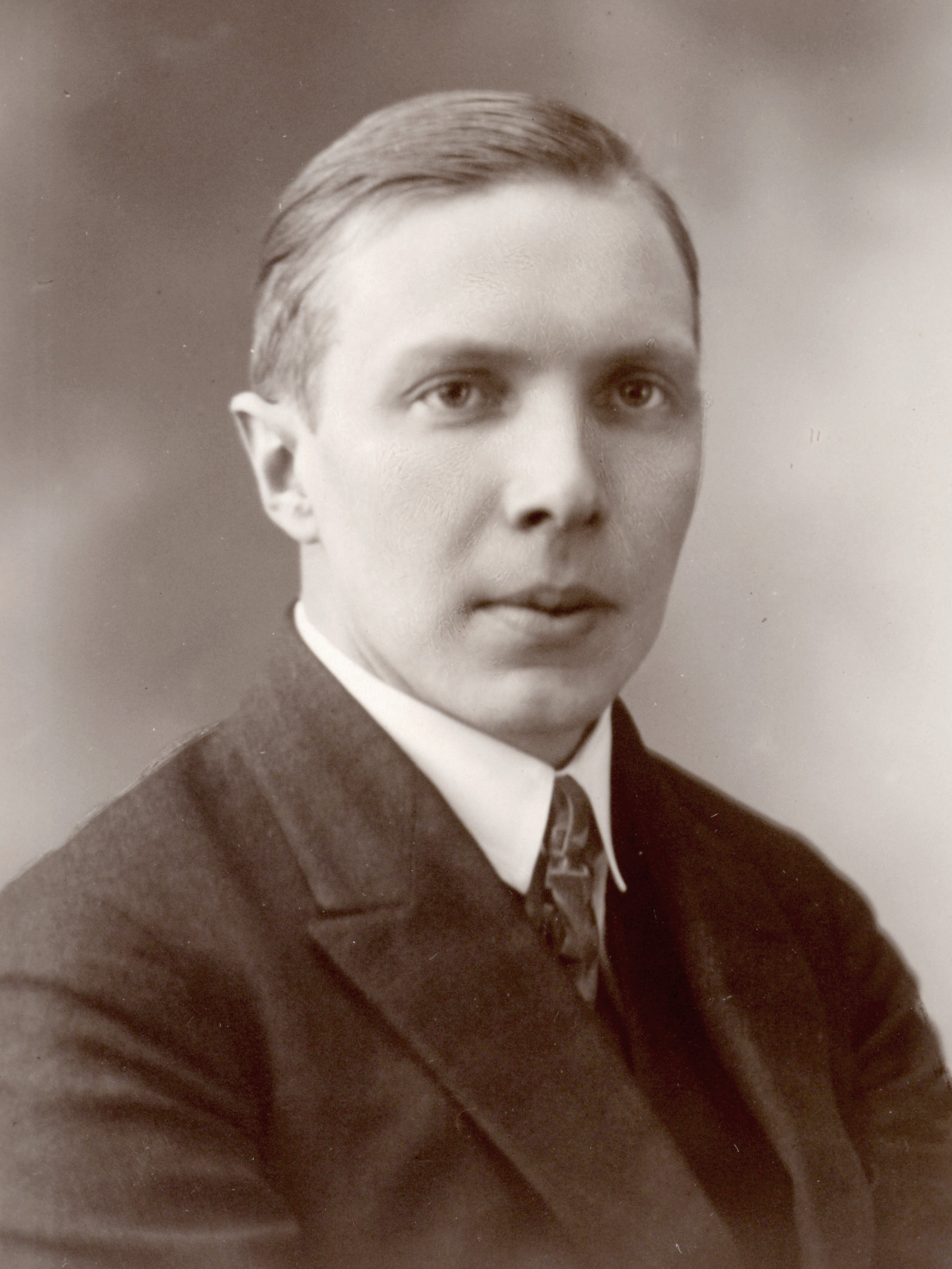
Ants Oras in den 1930er-Jahren

Ants Oras (früher Hans Gottfried Oras, * 25. Novemberjul. / 8. Dezember 1900greg. in Tallinn; † 21. Dezember 1982 in Gainesville (Florida)) war ein estnischer Literaturwissenschaftler, Kritiker und Übersetzer.

## Leben und Werk
Ants Oras machte 1919 in Tallinn Abitur und studierte von 1919 bis 1923 an der Universität Tartu Philologie. Nach seinem Magister-Abschluss setzte er sein Studium an den Universitäten Leipzig (1923–1924) und Oxford (1925–1928) fort. Er schloss es mit einer Dissertation über John Milton ab und war danach Dozent in Tartu und Helsinki. Ab 1934 war er Professor für Anglistik an der Universität Tartu.
Oras beschränkte sich jedoch keineswegs auf die englischsprachige Literatur, sondern wirkte als Kritiker und Herausgeber auch aktiv am literarischen Leben Estlands mit. Er stellte 1938 einen Band mit moderner zeitgenössischer Lyrik zusammen, dessen Titel Arbujad einer neuen Richtung der estnischen Lyrik ihren Namen gab. 1943 verließ er Estland und gelangte über Finnland nach Schweden, wo er bis 1945 an der britischen Botschaft in Stockholm arbeitete. Von 1945 bis 1949 dozierte er in Oxford und Cambridge, ehe er einen Ruf an die University of Florida in Gainesville erhielt. Hier war er bis 1972 Professor für englische Literatur.
Als Übersetzer sind von ihm Werke von Mark Twain, Edgar Allan Poe, Heinrich Heine, Alexander Sergejewitsch Puschkin und vielen weiteren Autoren auf Estnisch erschienen. Sein besonderes Interesse galt Shakespeare und Goethe, von dessen Faust er die erste vollständige estnische Übersetzung anfertigte (1955, 1962). Von Shakespeares Werk übersetzte er einen großen Teil.
Seit 2015 wird in Estland jährlich am 8. Dezember der Ants-Oras-Preis für Literaturkritik für die beste Rezension oder literaturwissenschaftliche Arbeit des Jahres vergeben. Gestiftet ist der Preis vom Verlag Kultuurileht, der die meisten estnischen Kulturzeitschriften herausgibt.

## Bibliografie